# Диосмийиттербий
Диосмийиттербий — бинарное неорганическое соединение, интерметаллид
осмия и иттербия
с формулой Os2Yb,
кристаллы.

## Получение
- Сплавление стехиометрических количеств чистых веществ:

{\displaystyle {\mathsf {2\ Os+Yb\ {\xrightarrow {1900^{o}C}}\ Os_{2}Yb}}}

## Физические свойства
Диосмийиттербий образует кристаллы
гексагональной сингонии,
пространственная группа P 63/mmc,
параметры ячейки a = 0,5314 нм, c = 0,8802 нм, Z = 4,
структура типа дицинкмагния MgZn2 (фаза Лавеса)
.
Соединение конгруэнтно плавится при температуре ≈1900°С .
При температуре <6 К переходит в сверхпроводящее состояние
.